# Colobaturus daimphida
Colobaturus daimphida är en kvalsterart som beskrevs av Cook 1991. Colobaturus daimphida ingår i släktet Colobaturus och familjen Aturidae. Inga underarter finns listade i Catalogue of Life.